# Ian Malcolm
Dr. Ian Malcolm is een personage uit de boeken Jurassic Park en The Lost World, beide van Michael Crichton. Hij verschijnt daarnaast in de twee verfilmingen van de boeken, Jurassic Park en The Lost World: Jurassic Park, en in Jurassic World: Fallen Kingdom en Jurassic World Dominion. In de films wordt het personage vertolkt door Jeff Goldblum. Tot slot maakt hij ook zijn opwachting in de computerspelen LEGO Jurassic World en Jurassic World Evolution.
Het personage is volgens Crichton gebaseerd op de werken van de Amerikaanse natuurkundige Heinz Pagels. Zijn achtergrond verschilt echter op sommige vlakken in de boeken en de films.

## Beschrijving
In het eerste boek, Jurassic Park, wordt Malcolm omschreven als een grote, slanke man van 35 jaar die kalend is. Hij is een wiskundige die verbonden is aan de Universiteit van Texas in Austin, waar hij zich bezighoudt met chaostheorie (dynamische systemen). Al vroeg in het boek poneert hij dat het concept van Jurassic Park onvermijdelijk gedoemd is om te mislukken, omdat complexe systemen volgens de chaostheorie niet kunnen voortbestaan onder bepaalde omstandigheden. Zijn stelling blijkt naargelang het boek vordert, juist te zijn.
Het lijkt alsof Malcolm op het einde van het eerste boek om het leven komt, maar Crichton liet hem opstaan uit de dood om het hoofdpersonage te zijn van zijn tweede boek The Lost World.
In de film Jurassic World (2015) is te zien dat Malcolm het boek God Creates Dinosaurs geschreven heeft. De titel is gebaseerd op een citaat uit de eerste Jurassic Park-film (1993).